# Barbara Tarbuck
Barbara Tarbuck (Detroit, 15 gennaio 1942 – Los Angeles, 27 dicembre 2016) è stata un'attrice statunitense.

## Biografia
Frequentò la Wayne State University e vinse la borsa di studio Eva Woodbridge Victor. Conquistò inoltre il suo Master in Teatro presso l'Università del Michigan.  Andò poi alla Indiana University a lavorare come attrice. Iniziò anche a lavorare per il suo dottorato di ricerca. Dopo si spostò a New York per proseguire la sua carriera.

## Filmografia parziale

### Cinema
- Corto circuito (Short Circuit), regia di John Badham (1986)
- La tenera canaglia (Curly Sue), regia di John Hughes (1991)
- Legame mortale (The Tie that Binds), regia di Wesley Strick (1995)
- Le valigie di Tulse Luper - La storia di Moab (Tulse Luper Suitcases: The Moab Story), regia di Peter Greenaway (2003)
- A testa alta (Walking Tall), regia di Kevin Bray (2004)
- S. Darko, regia di Chris Fisher (2009)

### Televisione
- Charlie's Angels - serie TV, episodio 3x23 (1979)
- La casa nella prateria (Little House on the Prairie) – serie TV, episodi 7x22 (1981)
- Ai confini della realtà (The Twilight Zone) – serie TV, episodio 1x11 (1985)
- Falcon Crest – serial TV, 7 puntate (1986-1987)
- La morte dell'incredibile Hulk (The Death of the Incredible Hulk), regia di Bill Bixby – film TV (1990)
- Brillantina (The Outsiders) – serie TV, episodio 1x03 (1990)
- Dragnet – serie TV, episodio 2x19 (1990)
- Santa Barbara – serial TV, 9 puntate (1990)
- Star Trek: The Next Generation – serie TV, episodio 4x23 (1991)
- Due poliziotti a Palm Beach (Silk Stalkings) – serie TV, episodio 1x06 (1991)
- Civil Wars – serie TV, episodi 1x05-1x13 (1991-1992)
- In viaggio nel tempo (Quantum Leap) – serie TV, episodio 4x17 (1992)
- La famiglia Brock (Picket Fences) – serie TV, episodio 1x06 (1992)
- Pacific Blue – serie TV, episodio 2x03 (1996)
- The Burning Zone – serie TV, episodio 1x06 (1996)
- The Practice - Professione avvocati (The Practice) – serie TV, episodio 1x05 (1997)
- General Hospital – serial TV, 41 puntate (1996-2010)
- L.A. Doctors – serie TV, episodio 1x11 (1998)
- E.R. - Medici in prima linea (ER) – serie TV, episodio 5x13 (1999)
- CSI - Scena del crimine (CSI: Crime Scene Investigation) – serie TV, episodi 1x01-1x08 (2000)
- The Division – serie TV, episodio 1x10 (2001)
- Giudice Amy (Judging Amy) – serie TV, episodio 2x22 (2001)
- Crossing Jordan – serie TV, episodio 1x09 (2001)
- Star Trek: Enterprise – serie TV, episodio 1x15 (2002)
- Six Feet Under – serie TV, episodio 2x01 (2002)
- NYPD - New York Police Department (NYPD Blue) – serie TV, episodi 10x19-10x20-10x21 (2003)
- Senza traccia (Without a Trace) – serie TV, episodi 1x22-1x23 (2003)
- Cold Case - Delitti irrisolti (Cold Case) – serie TV, episodio 1x07 (2003)
- NCIS - Unità anticrimine (NCIS) – serie TV, episodio 1x18 (2004)
- Nip/Tuck – serie TV, episodio 2x07 (2004)
- Medical Investigation – serie TV, episodio 1x09 (2004)
- Medium – serie TV, episodio 2x03 (2005)
- CSI: NY – serie TV, episodio 2x05 (2005)
- Close to Home - Giustizia ad ogni costo (Close to Home) – serie TV, episodio 1x14 (2006)
- Smith – serie TV, episodio 1x04 (2007)
- Journeyman – serie TV, episodio 1x11 (2007)
- The Event – serie TV, episodio 1x22 (2011)
- Glee – serie TV, episodio 3x01 (2011)
- American Horror Story – serie TV, 5 episodi (2012-2013)
- Mad Men – serie TV, episodio 6x02 (2013)
- Dexter – serie TV, episodio 8x02 (2013)

### Cortometraggi
- Gone, regia di Maxime Brulein (2007)

## Doppiatrici italiane
Nelle versioni in italiano dei suoi film, Barbara Tarbuck è stata doppiata da:
- Antonia Forlani in Santa Barbara
- Noemi Gifuni in Star Trek: Enterprise
- Gabriella Genta in Cold Case - Delitti irrisolti
- Lorenza Biella in American Horror Story
- Doriana Chierici in Mad Men